# Atelierhaus für „junge noch unverheiratete Maler und Bildhauer“

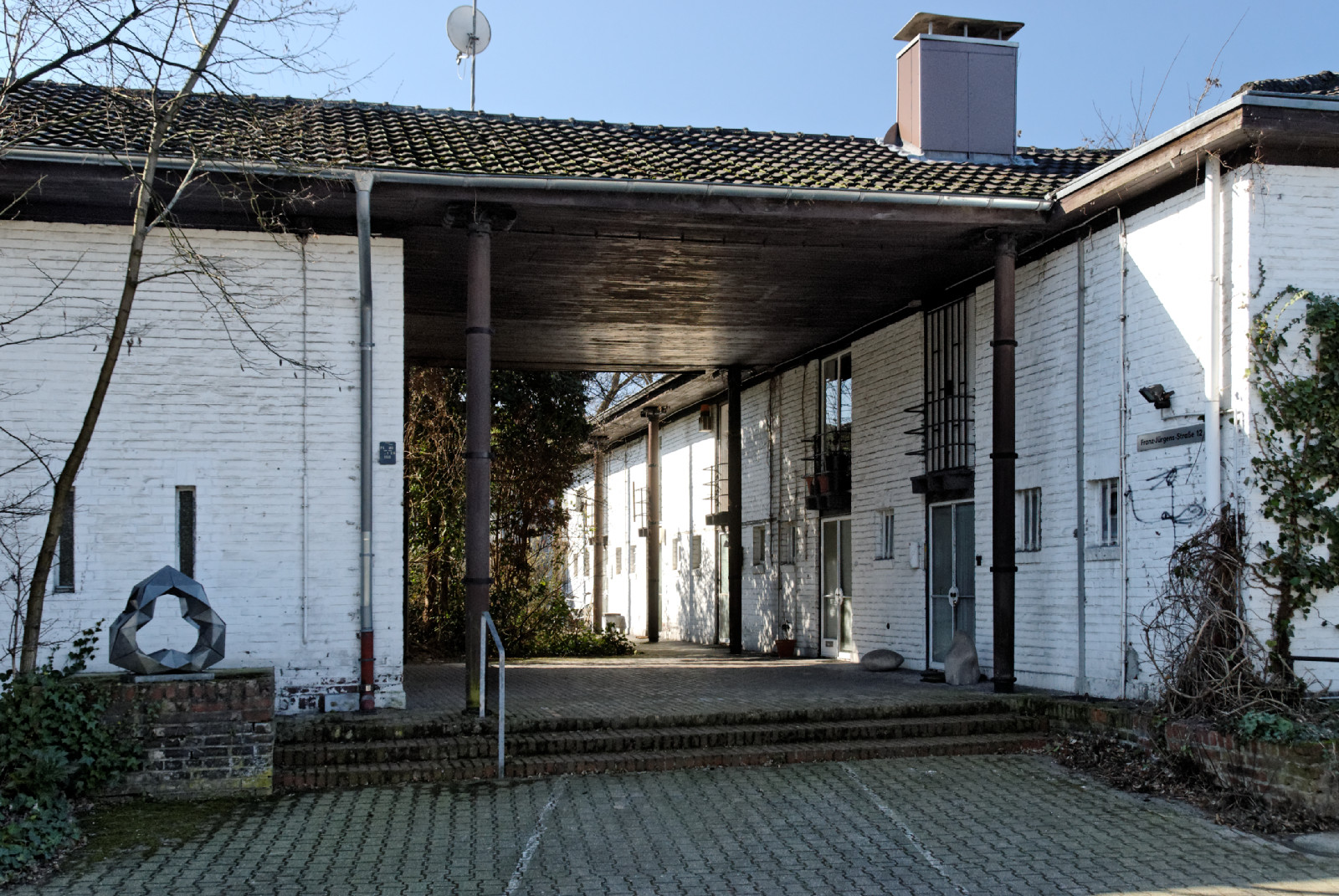
Atelierhaus mit Skulptur von Hermann Focke an der Erwin-von-Witzleben-Straße

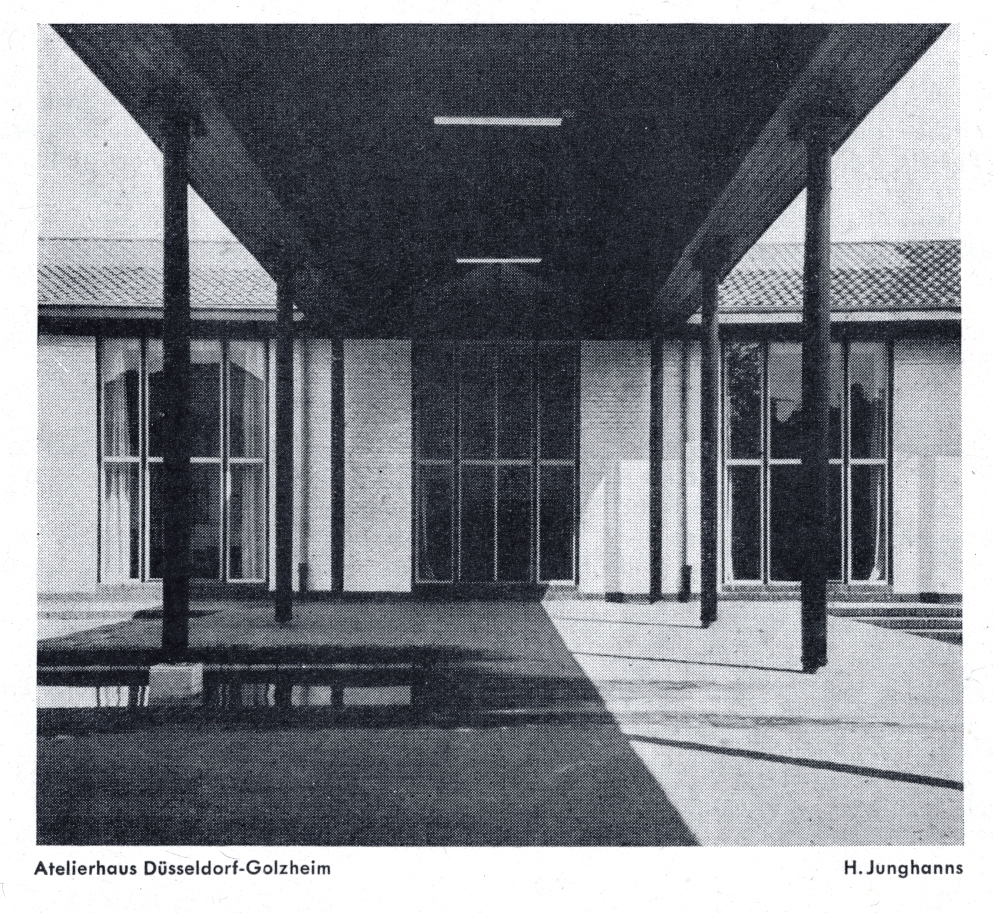
Atelierhaus

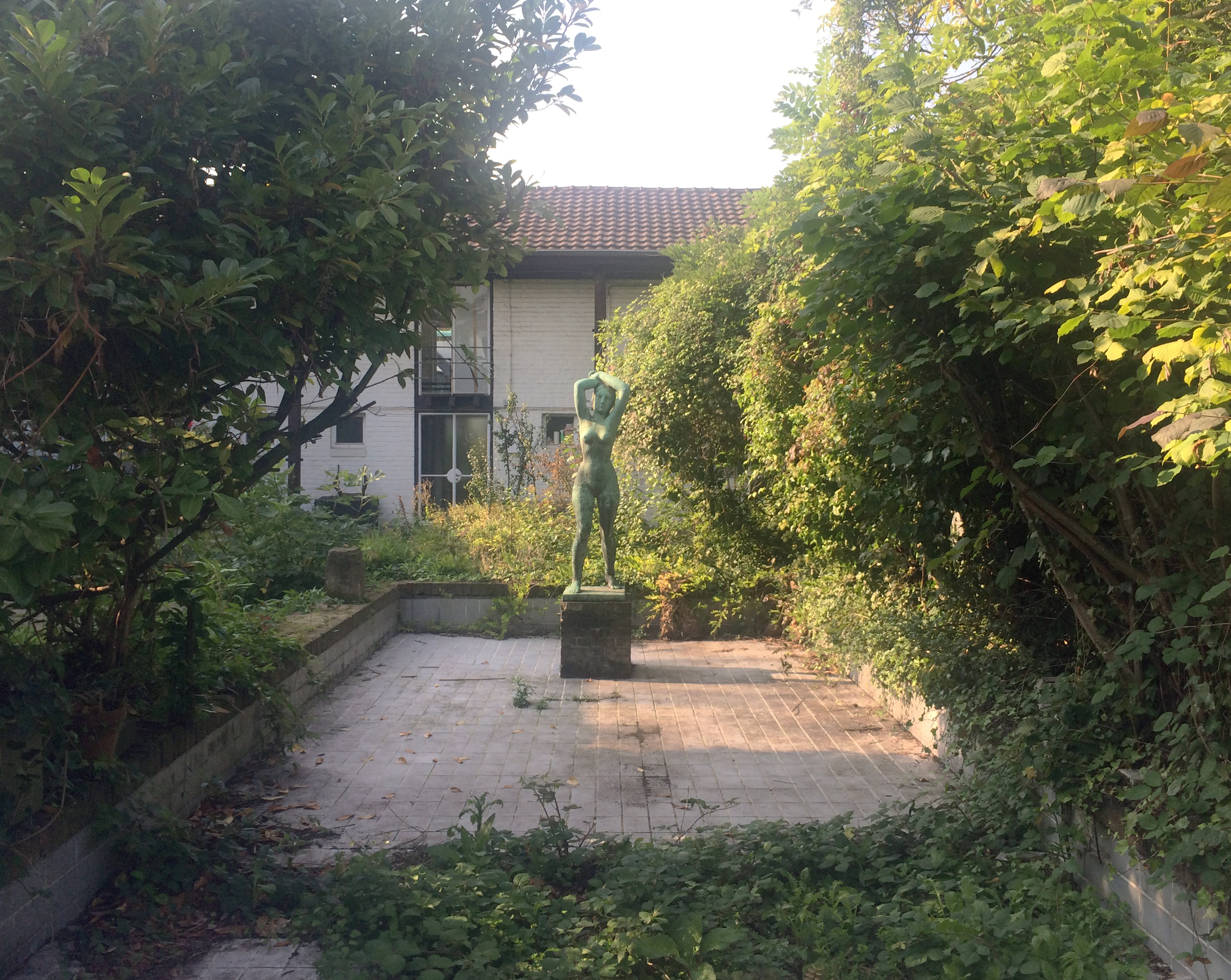
Bassin des Atelierhaus mit Großer Venus (Schreitender) von Robert Ittermann (1937), im September 2016

Das Atelierhaus für „junge noch unverheiratete Maler und Bildhauer“ an der Franz-Jürgens-Straße 12 in Düsseldorf-Golzheim wurde 1936/37 nach einem Entwurf von Hans Junghanns im Stil der Heimatschutzarchitektur erbaut. Das als „Künstlergemeinschaftshaus mit 12 Ateliers und einem Ausstellungsraum“ konzipierte Gebäudeensemble befindet sich im Eigentum der Stadt Düsseldorf und ist Bestandteil einer bis heute bestehenden „Künstlersiedlung“ mit Musterbauten der Reichsausstellung Schaffendes Volk von 1937, die unter Einschluss des heutigen Nordparks sowie weiterer Anlagen auch den Namen „Siedlung Schaffendes Volk“ und dann „Schlageterstadt“ führte. Im Zuge der Reichsausstellung wurde das nordwestlich gelegene Gelände der sogenannten „Neuen Kunstakademie“ mit 52 Künstlerwohnungen und -ateliers zugunsten von Ausstellungshallen überplant. Die „Künstlersiedlung“ an der heutigen Franz-Jürgens-Straße (1936 Sodenstraße, ab 1937 Ernst-Schwarz-Straße) bot einen Ersatz für nur 22 der Künstler. Sie steht als Teil des Denkmalbereichs „Golzheimer Siedlung“ seit 2014 unter Denkmalschutz.

## Beschreibung
Das zweigeschossige Gebäude mit U-förmigem Grundriss zeigt geschlämmtes weißes Mauerwerk und ein ziegelgedecktes Walmdach. An der Nord- und Ostseite zeigen sich gebäudehohe Atelierfenster. Die Ateliers besitzen eine Galerie. Unter der Galerie befinden sich die Nebenräume und die Küche. Im Hof befindet sich ein Wasserbecken mit der Skulptur Große Venus von Robert Ittermann. Es wurde als „bemerkenswertes Beispiel einer besonderen Bauaufgabe“ 13 in die Denkmalliste aufgenommen. Teil des Denkmals ist auch der Innenhof mit Wasserbecken und Skulptur.

## Bewohner/Nutzer
Als erste bezogen folgende Künstler Ateliers:
- Joseph Pieper, Kunstmaler, 1937–1945, Atelier 1
- Hermann Gockel, Maler, 1937–1952, Atelier 2
- Hans Vilz, Kunstmaler, 1937–1946, Atelier 3
- Fritz Peretti, Bildhauer, 1937–~1972, Atelier 10
- Wilhelm Hartz, Kunstmaler, 1937–1945
- Adolf Dell, Maler und Schauspieler, 1937–1943
- Walter Rall, Architekt, 1937–1940
- Christ. Siegel, Bildhauer
- Anneliese Schlosser, Malerin, 1938–?
- Ernst Brand-Pagés, Maler, 1937–1938
- Paul Goebels, Architekt, 1937–1938
- Robert Ittermann, 1937–1943
- Fritz Klaszius († 1970), Maler, 1937–1947

Später wohnten und/oder arbeiteten dort u. a.:
- Marcus Schwier und Renata Jaworska, Atelier 11
- Alice Koch-Gierlichs
- Carl Vilz, 1942–1945, Atelier 12
- Thomas Häfner, Maler, 1961–1985, Atelier 4
- Bruno Goller, Atelier 3
- Peter Janssen, 1948–1956, Atelier 7